# Maurice Olivaint
Pour les articles homonymes, voir Olivaint.
Maurice Olivaint (Tlemcen, 27 novembre 1860 - Alger, 11 août 1929) est un poète, auteur dramatique et écrivain français.

## Biographie
Neveu de Pierre Olivaint, fils d'officier, il devient magistrat et fait pratiquement toute sa carrière dans les colonies, ce qui inspirera toute son œuvre. Il passe ainsi quatre ans à Saïgon (1889-1893) avant d'être nommé président du tribunal de Papeete. Il n'y parvient qu'en mars 1894 après un voyage au départ de la France qui le fait passer par New York, San Francisco, les Marquises et les Tuamotu. 
En décembre 1897, il est affecté à Nouméa mais n'y demeure que quatorze mois. Sa carrière se termine en 1922 à Alger comme conseiller à la cour d'appel. 

## Œuvre
Poète parnassien, son premier recueil de poésies, Fleurs de Mékong, publié en 1894, est inspiré par sa vie en Indochine ; Fleurs de corail, en 1900, par son expérience en Nouvelle-Calédonie. 
Les Poèmes de France et de Bourbon (1905), sont un hommage à Leconte de Lisle et Les Derniers Oiseaux (1912) doivent beaucoup aux Immémoriaux de Victor Segalen. 
Enfin, L'Ombre des palmes (1922), s'inspire de son séjour algérien et Sur les coraux (1924) est une nouvelle dont le cadre sont les mers du Sud. 
On lui doit aussi des pièces de théâtre et des souvenirs de voyage. 

## Publications
- Fleurs du Mé-Kong, poésies, 1894
- Fleurs de corail, 1900 (prix Archon-Despérouses[2])
- Les Deux Gentilshommes de Vérone, comédie en 5 actes et en vers, 1901
- La Muse de Corneille, à-propos en un acte, en vers, 1902
- Poèmes de France et de Bourbon, 1905
- La Ballade à Bérengère, comédie en 1 acte en vers, 1906
- La Champmeslé au camp, comédie en un acte, en vers, 1908
- Le Songe d'une nuit d'été, comédie-féerie en 5 actes, en vers, d'après Shakespeare, 1910
- Souffrance, mélodies, musique d'Albert Bertelin, 1910
- Poèmes de France et d'Algérie, 1911
- Les Derniers Oiseaux, 1912 (Prix Montyon de l'Académie française 1913).
- Les Deux Souffles, poème, 1912
- Amours d'exil, nouvelle, 1912
- Une frondeuse chez Corneille, comédie en un acte, en vers, 1913
- Dans les larmes et dans le sang, 1919
- Dans les mers du Sud. Australie, Nouvelle-Calédonie, Bulletin de la Société d'Alger et de l'Afrique noire, 1921, p. 92-111
- L'Ombre des palmes, poésies, 1922
- Sur les coraux, 1924
- Le Roman de Génia, roman, 1929